# 里奇斯奎爾鎮區 (北卡羅萊納州北安普頓縣)
里奇斯奎爾鎮區（英語：Rich Square Township）是位於美國北卡羅萊納州北安普頓縣的一個鎮區。

## 地方資料
里奇斯奎爾鎮區的面積為211.34平方千米，皆為陸地。根據2020年美國人口普查的數據，當地共有人口2455人，而人口密度為每平方千米11.62人。